# Championnat du Japon de rugby à XV 2013-2014
Navigation
Top League
2012-2013 Top League
2014-2015
Le Championnat du Japon de rugby à XV 2013-2014 ou Top League 2013-2014 oppose les seize meilleures équipes japonaises de rugby à XV. Le championnat débute le 30 août 2013 et se termine par une finale prévue le 11 février 2014. Il se déroule en deux temps : une première phase dite régulière en match aller où toutes les équipes se rencontrent une fois et une phase finale. Les quatre premiers de chaque groupe sont qualifiés pour le tournoi final, alors que les 4 suivants se retrouvent au sein d'une poule pour un play-off de relégation.

## Liste des équipes participantes
Les seize équipes sont réparties en deux poules de huit comme suit.
| Kobe Fukuoka Abiko Osaka Kariya Chiba Fuchū Toyota |

| Équipe          | Stade                      | Capacité | Ville   |
| --------------- | -------------------------- | -------- | ------- |
| Green Rockets   | NEC Abiko Ground           | -        | Abiko   |
| Red Hurricanes  | Hanazono                   | -        | Osaka   |
| Shining Arcs    | NTT Grand Chiba Stadium    | -        | Chiba   |
| Shokki Shuttles | Tsukisamu Stadium          | -        | Kariya  |
| Steelers        | Nahadama Ground            | -        | Kobe    |
| Sungoliath      | Suntory Fuchū Sport Centre | -        | Fuchū   |
| Verblitz        | Mizuho Rugby Stadium       | -        | Toyota  |
| Voltex          | Kashii                     | -        | Fukuoka |

| Machida Higashiōsaka Funabashi Ota Tokyo Fuchū Iwata Fukuoka |

| Équipe          | Stade                           | Capacité | Ville        |
| --------------- | ------------------------------- | -------- | ------------ |
| Black Rams      | Ricoh Kinuta Ground             | -        | Setagaya     |
| Brave Lupus     | Toshiba Fuchū Ground            | -        | Fuchū        |
| Eagles          | Stade de Sendai                 | -        | Machida      |
| Júbilo          | Yamaha Stadium                  | -        | Iwata        |
| Liners          | Kintetsu Hanazono Rugby Stadium | -        | Higashiosaka |
| Kubota Spears   | Funabashi Ground                | -        | Funabashi    |
| Wild Knights    | Sanyo Wild Knights Ground       | -        | Ōta          |
| West Red Sparks | Sawayaka Sports Park            | -        | Fukuoka      |

## Phase régulière

### Poule A

#### Classement
| Rang | Club            | J | V | N | D | Bo | Bd | Pm  | Pe  | Diff | Pts |
| ---- | --------------- | - | - | - | - | -- | -- | --- | --- | ---- | --- |
| 1    | Sungoliath (T)  | 7 | 6 | 0 | 1 | 5  | 1  | 245 | 110 | +135 | 30  |
| 2    | Green Rockets   | 7 | 5 | 0 | 2 | 4  | 1  | 193 | 138 | +55  | 25  |
| 3    | Kobe Steelers   | 7 | 5 | 0 | 2 | 4  | 0  | 213 | 147 | +66  | 24  |
| 4    | Verblitz        | 7 | 5 | 0 | 2 | 1  | 1  | 142 | 111 | +31  | 22  |
| 5    | Shining Arcs    | 7 | 4 | 0 | 3 | 3  | 0  | 155 | 175 | -20  | 19  |
| 6    | Toyota Shuttles | 7 | 1 | 0 | 6 | 3  | 4  | 172 | 185 | -13  | 11  |
| 7    | Red Hurricanes  | 7 | 2 | 0 | 5 | 2  | 0  | 116 | 208 | -92  | 10  |
| 8    | Voltex          | 7 | 0 | 0 | 7 | 0  | 0  | 97  | 259 | -162 | 0   |

|  | Qualifiés pour la phase finale (no 1, no 2, no 3, no 4).        |
|  | Qualifiés pour le play-off relégation (no 5, no 6, no 7, no 8). |
|  | T : tenant du titre 2012-2013                                   |

Attribution des points : victoire sur tapis vert : 5, victoire : 4, match nul : 2, défaite : 0, forfait : -2 ; plus les bonus (offensif : 4 essais marqués ; défensif : défaite par 7 points d'écart ou moins).
Règles de classement : ?

#### Tableau synthétique des résultats
L'équipe qui reçoit est indiquée dans la colonne de gauche.
| Clubs           | SUN   | GRE   | STE   | VER   | SHI   | RED   | SHO   | VOL   |
| --------------- | ----- | ----- | ----- | ----- | ----- | ----- | ----- | ----- |
| Sungoliath      |       |       | 29-20 |       | 32-6  | 34-13 |       |       |
| Green Rockets   | 34-33 |       |       | 3-23  |       | 41-13 |       |       |
| Steelers        |       | 28-26 |       | 10-43 | 33-11 | 48-3  |       |       |
| Verblitz        | 3-46  |       |       |       |       |       | 21-18 | 17-6  |
| Shining Arcs    |       | 20-33 |       | 21-15 |       |       | 28-26 | 41-19 |
| Red Hurricanes  |       |       |       | 7-20  | 17-28 |       |       | 29-7  |
| Shokki Shuttles | 17-24 | 6-28  | 21-31 |       |       | 30-34 |       |       |
| Voltex          | 17-47 | 15-28 | 14-43 |       |       |       | 19-54 |       |

|  | Victoire à domicile |  | Match nul |  | Défaite à domicile |

### Poule B

#### Classement
| Rang | Club         | J | V | N | D | Bo | Bd | Pm  | Pe  | Diff | Pts |
| ---- | ------------ | - | - | - | - | -- | -- | --- | --- | ---- | --- |
| 1    | Wild Knights | 7 | 5 | 1 | 1 | 5  | 1  | 231 | 97  | +134 | 28  |
| 2    | Júbilo       | 7 | 5 | 1 | 1 | 3  | 0  | 209 | 150 | +59  | 25  |
| 3    | Brave Lupus  | 7 | 5 | 0 | 2 | 3  | 0  | 164 | 131 | +33  | 23  |
| 4    | Eagles       | 7 | 4 | 0 | 3 | 2  | 2  | 187 | 161 | +26  | 20  |
| 5    | Spears       | 7 | 4 | 0 | 3 | 3  | 1  | 169 | 173 | -4   | 20  |
| 6    | Liners       | 7 | 2 | 0 | 5 | 2  | 3  | 139 | 167 | -28  | 13  |
| 7    | Black Rams   | 7 | 1 | 1 | 5 | 1  | 2  | 142 | 196 | -54  | 9   |
| 8    | Red Sparks   | 7 | 0 | 1 | 6 | 3  | 1  | 125 | 291 | -166 | 6   |

|  | Qualifiés pour la phase finale (no 1, no 2, no 3, no 4).        |
|  | Qualifiés pour le play-off relégation (no 5, no 6, no 7, no 8). |

Attribution des points : victoire sur tapis vert : 5, victoire : 4, match nul : 2, défaite : 0, forfait : -2 ; plus les bonus (offensif : 4 essais marqués ; défensif : défaite par 7 points d'écart ou moins).
Règles de classement : ?

#### Tableau synthétique des résultats
L'équipe qui reçoit est indiquée dans la colonne de gauche.
| Clubs           | JUB   | BRA   | WIL   | LIN   | KUB   | EAG   | BLA   | WES   |
| --------------- | ----- | ----- | ----- | ----- | ----- | ----- | ----- | ----- |
| Júbilo          |       |       | 13-13 |       | 38-28 |       | 31-30 |       |
| Brave Lupus     | 17-33 |       |       | 22-19 |       | 10-8  |       |       |
| Wild Knights    |       | 40-22 |       |       | 34-16 |       | 41-18 | 39-5  |
| Liners          | 17-26 |       | 0-46  |       |       |       | 35-19 | 34-14 |
| Kubota Spears   |       | 20-22 |       | 22-17 |       |       | 16-12 |       |
| Eagles          | 28-18 |       | 23-18 | 18-17 | 24-37 |       |       |       |
| Black Rams      |       | 11-26 |       |       |       | 25-20 |       | 27-27 |
| West Red Sparks | 17-50 | 0-45  |       |       | 26-30 | 36-66 |       |       |

|  | Victoire à domicile |  | Match nul |  | Défaite à domicile |

## Phase finale

### Classement
Selon le classement des équipes lors de la première phase, celles-ci commencent le tour final avec un certain nombre de points : les équipes classées premières ont 4 points, les deuxièmes 3 points, les troisièmes 2 points et les quatrièmes 1 point.
| Rang | Club           | J | V | N | D | Bo | Bd | Pm  | Pe  | Diff | Pts |
| ---- | -------------- | - | - | - | - | -- | -- | --- | --- | ---- | --- |
| 1    | Wild Knights   | 7 | 7 | 0 | 0 | 0  | 0  | 224 | 105 | +119 | 36  |
| 2    | Sungoliath (T) | 7 | 6 | 0 | 1 | 0  | 0  | 261 | 169 | +92  | 32  |
| 3    | Kobe Steelers  | 7 | 4 | 0 | 3 | 0  | 0  | 223 | 194 | +29  | 24  |
| 4    | Brave Lupus    | 7 | 4 | 0 | 3 | 0  | 0  | 181 | 151 | +30  | 23  |
| 5    | Júbilo         | 7 | 3 | 0 | 4 | 0  | 0  | 168 | 177 | -9   | 19  |
| 6    | Verblitz       | 7 | 3 | 0 | 4 | 0  | 0  | 127 | 188 | -61  | 14  |
| 7    | Eagles         | 7 | 1 | 0 | 6 | 0  | 0  | 131 | 251 | -120 | 8   |
| 8    | Green Rockets  | 7 | 0 | 0 | 7 | 0  | 0  | 130 | 210 | -80  | 7   |

|  | Qualifiés pour les demi-finales et le All-Japan Championshhip (no 1, no 2, no 3, no 4). |
|  | Qualifiés pour le tournoi Wild Card (no 5, no 6, no 7, no 8).                           |
|  | T : tenant du titre 2012-2013                                                           |

Attribution des points : victoire sur tapis vert : 5, victoire : 4, match nul : 2, défaite : 0, forfait : -2 ; plus les bonus (offensif : 4 essais marqués ; défensif : défaite par 7 points d'écart ou moins).
Règles de classement : ?

### Phase finale
Les quatre premiers de la phase régulière sont qualifiés pour les demi-finales : l'équipe classée première affronte celle classée quatrième alors que la seconde affronte la troisième.
|  | Demi-finales     | Demi-finales     |              |    | Finale          | Finale          |
|  | Demi-finales     | Demi-finales     |              |    | Finale          | Finale          |
|  |                  |                  |              |    |                 |                 |
|  | 1er février 2014 | 1er février 2014 |              |    | 11 février 2014 | 11 février 2014 |
|  | 1er février 2014 | 1er février 2014 |              |    | 11 février 2014 | 11 février 2014 |
|  | [1] Wild Knights | 55               |              |    | 11 février 2014 | 11 février 2014 |
|  | [1] Wild Knights | 55               |              |    | 11 février 2014 | 11 février 2014 |
|  | [4] Brave Lupus  | 15               |              |    | 11 février 2014 | 11 février 2014 |
|  | [4] Brave Lupus  | 15               | Wild Knights | 45 |                 |                 |
|  | 2 février 2014   |                  | Wild Knights | 45 |                 |                 |
|  |                  | Sungoliath       | 22           |    |                 |                 |
|  | [2] Sungoliath   | Sungoliath       | 22           | 27 |                 |                 |
|  | [2] Sungoliath   |                  |              | 27 |                 |                 |
|  | [3] Steelers     | 19               |              |    |                 |                 |
|  | [3] Steelers     | 19               |              |    |                 |                 |

#### Tableau synthétique des résultats
L'équipe qui reçoit est indiquée dans la colonne de gauche.
| Clubs         | SUN   | GRE   | STE   | VER   | WIL   | JUB   | BRA   | EAG   |
| ------------- | ----- | ----- | ----- | ----- | ----- | ----- | ----- | ----- |
| Sungoliath    |       |       |       | 49-7  | 13-42 | 22-19 |       |       |
| Green Rockets | 24-52 |       | 17-33 |       |       |       |       | 19-22 |
| Steelers      | 23-37 |       |       | 34-18 |       |       | 38-36 | 48-19 |
| Verblitz      |       | 14-11 |       |       | 11-32 | 41-16 | 12-27 |       |
| Wild Knights  |       | 27-15 | 32-31 |       |       | 24-20 | 14-12 |       |
| Júbilo        |       | 40-26 | 35-16 |       |       |       | 15-29 | 23-19 |
| Brave Lupus   | 29-30 | 22-18 |       |       |       |       |       | 26-24 |
| Eagles        | 25-58 |       |       | 19-24 | 3-53  |       |       |       |

|  | Victoire à domicile |  | Match nul |  | Défaite à domicile |

#### Demi-finales
| 1er février 2014 | Wild Knights | 55 – 15 | Brave Lupus | Chichibunomiya Stadium, Tokyo 9 916 spectateurs Arbitre : T. Otsuki |
| 1er février 2014 |              |         |             | Chichibunomiya Stadium, Tokyo 9 916 spectateurs Arbitre : T. Otsuki |
| 1er février 2014 |              |         |             | Chichibunomiya Stadium, Tokyo 9 916 spectateurs Arbitre : T. Otsuki |

| 2 février 2014 | Steelers | 19 – 27 | Sungoliath | Stade du Mémorial de l'Universiade, Kobe 7 144 spectateurs Arbitre : T. Harada |
| 2 février 2014 |          |         |            | Stade du Mémorial de l'Universiade, Kobe 7 144 spectateurs Arbitre : T. Harada |
| 2 février 2014 |          |         |            | Stade du Mémorial de l'Universiade, Kobe 7 144 spectateurs Arbitre : T. Harada |

#### Finale
| 11 février 2014 | Wild Knights | 45 - 22 | Sungoliath | Chichibunomiya Stadium, Tokyo 10 217 spectateurs Arbitre : A. Aso |
| 11 février 2014 | Essai(s) : Yamada 2 (5e, 49e), Miyake (75e) Transformation(s) : Barnes 3 (6e, 50e, 78e) Pénalité(s) : Barnes 8 (21e, 24e, 31e, 53e, 66e, 69e, 72e, 80e) |         | Essai(s) : Makabe (9e), du Preez (14e), Aruga (36e) Transformation(s) : Nicholas 3 (15e, 38e) Pénalité(s) : Nicholas (60e) | Chichibunomiya Stadium, Tokyo 10 217 spectateurs Arbitre : A. Aso |
| 11 février 2014 | |         | | Chichibunomiya Stadium, Tokyo 10 217 spectateurs Arbitre : A. Aso |

## Play-off relégation

### Classement
Selon le classement des équipes lors de la première phase, celles-ci commencent le tour final avec un certain nombre de points : les équipes classées premières ont 4 points, les deuxièmes 3 points, les troisièmes 2 points et les quatrièmes 1 point.
| Rang | Club            | J | V | N | D | Bo | Bd | Pm  | Pe  | Diff | Pts |
| ---- | --------------- | - | - | - | - | -- | -- | --- | --- | ---- | --- |
| 1    | Spears          | 7 | 5 | 0 | 2 | 0  | 0  | 166 | 103 | +63  | 27  |
| 2    | Liners          | 7 | 5 | 0 | 2 | 0  | 0  | 187 | 158 | +29  | 27  |
| 3    | Black Rams      | 7 | 4 | 0 | 3 | 0  | 0  | 217 | 150 | +67  | 25  |
| 4    | Toyota Shuttles | 7 | 4 | 0 | 3 | 0  | 0  | 190 | 195 | -5   | 23  |
| 5    | Shining Arcs    | 7 | 3 | 0 | 4 | 0  | 0  | 158 | 210 | -52  | 20  |
| 6    | Red Sparks      | 7 | 3 | 0 | 4 | 0  | 0  | 157 | 175 | -18  | 19  |
| 7    | Red Hurricanes  | 7 | 2 | 0 | 5 | 0  | 0  | 152 | 160 | -8   | 14  |
| 8    | Voltex          | 7 | 2 | 0 | 5 | 0  | 0  | 157 | 233 | -76  | 12  |

|  | Qualifiés pour le tournoi Wild Card (no 1, no 2, no 3, no 4). |
|  | Qualifiés pour le play-out (no 5, no 6, no 7).                |
|  | Relégué (no 8).                                               |

Attribution des points : victoire sur tapis vert : 5, victoire : 4, match nul : 2, défaite : 0, forfait : -2 ; plus les bonus (offensif : 4 essais marqués ; défensif : défaite par 7 points d'écart ou moins).
Règles de classement : ?

### TournoiWild Card

#### Demi-finales
| 1er février 2014 | Green Rockets | 47 – 10 | Kubota Spears | Hanazono Stadium, Osaka 2 527 spectateurs Arbitre : K. Taniguchi |
| 1er février 2014 |               |         |               | Hanazono Stadium, Osaka 2 527 spectateurs Arbitre : K. Taniguchi |
| 1er février 2014 |               |         |               | Hanazono Stadium, Osaka 2 527 spectateurs Arbitre : K. Taniguchi |

| 1er février 2014 | Júbilo | 46 – 0 | Shokki Shuttles | Hanazono Stadium, Osaka 2 577 spectateurs Arbitre : K. Shiozaki |
| 1er février 2014 |        |        |                 | Hanazono Stadium, Osaka 2 577 spectateurs Arbitre : K. Shiozaki |
| 1er février 2014 |        |        |                 | Hanazono Stadium, Osaka 2 577 spectateurs Arbitre : K. Shiozaki |

| 2 février 2014 | Eagles | 25 – 41 | Liners | Mizuho Rugby Stadium, Nagoya 2 180 spectateurs Arbitre : T. Matsuoka |
| 2 février 2014 |        |         |        | Mizuho Rugby Stadium, Nagoya 2 180 spectateurs Arbitre : T. Matsuoka |
| 2 février 2014 |        |         |        | Mizuho Rugby Stadium, Nagoya 2 180 spectateurs Arbitre : T. Matsuoka |

| 2 février 2014 | Verblitz | 32 – 17 | Black Rams | Mizuho Rugby Stadium, Nagoya 3 441 spectateurs Arbitre : R. Kudo |
| 2 février 2014 |          |         |            | Mizuho Rugby Stadium, Nagoya 3 441 spectateurs Arbitre : R. Kudo |
| 2 février 2014 |          |         |            | Mizuho Rugby Stadium, Nagoya 3 441 spectateurs Arbitre : R. Kudo |

#### Finales
| 8 février 2014 | Júbilo | 13 – 12 | Green Rockets | Hanazono Stadium, Osaka 2 583 spectateurs Arbitre : S. Kubo |
| 8 février 2014 |        |         |               | Hanazono Stadium, Osaka 2 583 spectateurs Arbitre : S. Kubo |
| 8 février 2014 |        |         |               | Hanazono Stadium, Osaka 2 583 spectateurs Arbitre : S. Kubo |

| 8 février 2014 | Verblitz | 18 – 3 | Liners | Hanazono Stadium, Osaka 2 323 spectateurs Arbitre : T. Otsuki |
| 8 février 2014 |          |        |        | Hanazono Stadium, Osaka 2 323 spectateurs Arbitre : T. Otsuki |
| 8 février 2014 |          |        |        | Hanazono Stadium, Osaka 2 323 spectateurs Arbitre : T. Otsuki |

### Play-out
| 8 février 2014 | West Red Sparks | 22 – 17 | Mitsubishi Dynaboars | Level-5 Stadium, Munakata 1 272 spectateurs Arbitre : T. Yoshiura |
| 8 février 2014 |                 |         |                      | Level-5 Stadium, Munakata 1 272 spectateurs Arbitre : T. Yoshiura |
| 8 février 2014 |                 |         |                      | Level-5 Stadium, Munakata 1 272 spectateurs Arbitre : T. Yoshiura |

| 15 février 2014 | Red Hurricanes | 41 – 29 | Honda Heat | Hanazono Stadium, Osaka 2 798 spectateurs Arbitre : S. Kato |
| 15 février 2014 |                |         |            | Hanazono Stadium, Osaka 2 798 spectateurs Arbitre : S. Kato |
| 15 février 2014 |                |         |            | Hanazono Stadium, Osaka 2 798 spectateurs Arbitre : S. Kato |

| 22 février 2014 | Shining Arcs | 59 – 7 | Yokogawa Musashino Atlastars | Hanazono Stadium, Osaka 752 spectateurs Arbitre : R. Kudo |
| 22 février 2014 |              |        |                              | Hanazono Stadium, Osaka 752 spectateurs Arbitre : R. Kudo |
| 22 février 2014 |              |        |                              | Hanazono Stadium, Osaka 752 spectateurs Arbitre : R. Kudo |